# Sebesi Jób
Bolgárfalvi Sebesi Jób (álneve: Sata Pista) (Nagygalambfalva, 1860. november 7. – Marosvásárhely, 1894. január 4.) vasúti alkalmazott, újságíró, költő, író, néprajzi gyűjtő.

## Életpályája
A székelyudvarhelyi református kollégiumban tanult; itt 1880-ban végzett. Itt Benedek Elek barátja volt. Budapestre költözött, jogot tanult. A budapesti lapokban kezdett írni. Ezután Kolozsvárra ment, és a Bartha Miklós által szerkesztett Ellenzék munkatársa lett. 1882-ben jelent meg első könyve. 1885-ben megjelent első verseskötete. 1887-ben a Kolozsvár című lapban jelentek meg írásai. 1893-ban áthelyezték Debrecenbe; ekkor már beteg volt. Marosvásárhelyen hunyt el tüdővészben 1894. január 4-én.

## Családja
Szülei: Sebesi Albert (1820–1896) és Szoboszlai Ludovika (1826–1885) voltak. Rokona volt Bartha Miklós (1848–1905), újságíró, országgyűlési képviselő és Sebesi Samu (1859–1930) író. Ükapja, Sebesi Miklós (1719–1749) volt. Felesége, Sikó Róza volt; Sikó Miklós (1818–1900) erdélyi festőművész lánya. 1890-ben Éva nevű lányuk született.

## Művei
- Székelyföldi gyűjtés. Magyar népköltési gyűjtemény III. Új folyam. Szerkesztik és kiadják Arany László és Gyulai Pál. Budapest, 1882. (VI. kötet, gyűjtötték Kriza János, Orbán Balázs, Benedek Elek és Sebesi Jób. Ism. Kolozsvár, 1887. 225. sz., Egy. Philil. Közlöny 1889.).
- Harasztok (Kolozsvár, 1885) (II. kiadás. Költemények.)
- Költemények (Kolozsvár, 1892) (Ism. Budapesti Hirlap 279. sz., Vasárnapi Ujság 25. sz., Fővárosi Lapok 160. sz., Budapesti Szemle LXXVI. 1893. 189. l.).
- Apró történetek (Máramarossziget, 1893) (Kis Könyvtár 18. szerk. Benedek Elek)
- A mi leányunk és egyéb elbeszélések (1897)